# Sarops popovi
Sarops popovi är en stekelart som beskrevs av Vladimir Ivanovich Tobias 1962. Sarops popovi ingår i släktet Sarops och familjen bracksteklar. Inga underarter finns listade i Catalogue of Life.